# Żyj!
Żyj! (alb.: Gjallë!) – francusko-albańsko-austriacki film fabularny z roku 2009 w reżyserii Artana Minarolli. W 2009 film został zgłoszony jako albański kandydat do nagrody Amerykańskiej Akademii Filmowej w kategorii: najlepszy film nieanglojęzyczny, ale nie uzyskał nominacji.

## Opis fabuły
Koli mieszka w Tiranie, gdzie prowadzi beztroskie życie studenta. Do rodzinnej wsi powraca na pogrzeb ojca. Kiedy ktoś do niego strzela z ukrycia, dowiaduje się, że jego rodzina jest ofiarą krwawej zemsty, której łańcuch zapoczątkował jego dziadek 60 lat wcześniej. Życie Koliego ulega dramatycznej zmianie - aby przeżyć musi się ukrywać, podobnie jak jego krewni. Powrót do Tirany staje się niemożliwy.

## Reżyser o filmie
Mój film jest o zabijaniu i o tym jak się jest zabijanym, poza tym ukazuje wielobarwność i wielostronność świata transformacji, podążającego w kierunku czegoś, co tajemnicze i piękne - Artan Minarolli.

## Obsada
- Nik Xhelilaj jako Koli
- Nijada Saliasi jako Diana
- Besart Kallaku jako Fikja
- Xhevdet Ferri jako Zef
- Arqile Lici jako mediator
- Bruno Shllaku jako Rrok
- Eni Çani jako Fatima
- Romir Zalla jako Tiku
- Gentian Zenelaj jako brat Fatimy
- Julian Deda jako brat Fatimy
- Ermal Mamaqi jako brat Fatimy
- Tinka Kurti jako babka Fatimy
- Rozina Prendi jako siostra Koliego
- Flonja Kaba jako siostra Koliego
- Reshat Arbana jako ojciec chrzestny
- Florian Binaj jako Ilir
- Esela Pysqyli jako Keti
- Luli Bitri jako dziewczyna na basenie
- Gjon Kolla jako przywódca zwaśnionej rodziny
- Evis Pupa jako policjant
- Zef Nikolla
- Driada Matoshi